# Croix hosannière de Ménigoute
La croix hosannière de Ménigoute est une croix monumentale située à Ménigoute, en France.

## Localisation
La croix est située dans le département français des Deux-Sèvres, sur la commune de Ménigoute.

## Historique
La croix est classée au titre des monuments historiques le 22 mars 1889.